# 30/30-150
"30/30-150" é uma canção escrita e gravada pela banda Stone Sour.
É o primeiro single do segundo álbum de estúdio lançado a 31 de Julho de 2006, Come What(ever) May.
A música recebeu uma nomeação na categoria Best Metal Performance na 49ª edição dos Grammy Awards,
mas acabou por perder para "Eyes of the Insane" dos Slayer.